# Almescat
L'almescat (Erodium moschatum) és una espècie de planta herbàcia de la família Geraniaceae, freqüent a Catalunya.

## Descripció
Anual o biennal, de forta olor d'almesc, tiges robustes, ramoses, esteses o ascendents de fins a 6 dm, densament pilós per dalt. Fulles oblongo-lanceolades en el seu contorn, pinnades, amb folíols ovats dentats o lobulats. Flors violeta o morades, en umbel·les de 5-12 flors; pètals aproximadament d'1,5 cm, sovint caiguts ja al migdia; sèpals de 6-9 mm. Fruit de pèls marrons o blancs; pic de fins a 4,5 cm. Floreix a la primavera i estiu.

## Hàbitat
Habita en terreny conreat, zones ermes, i en terrenys sorrencs generalment prop del mar, al sud i oest d'Europa.

## Nom comú
- Catalunya: agulletes, agullot, agullots, almescat, almesquer, almesquera, cargola moscada, curripeus, herba de l'almesc, herba del mesc, herba del moro, mesquer, mesquera, rellotges.
- Illes Balears: agullot, aguyetas, aguyots, almesquera, aumesc, aumesquera, herba del mesc, rellotges.
- País Valencià: almescat, gerani almescat.